# 布盧鎮區 (密蘇里州傑克遜縣)
布盧鎮區（英語：Blue Township）是位於美國密蘇里州傑克遜縣的一個行政鎮區。

## 地方資料
布盧鎮區的面積為294.00平方千米，當中陸地面積為287.29平方千米，而水域面積為6.71平方千米。根據2020年美國人口普查的數據，當地共有人口165504人，而人口密度為每平方千米562.94人。